# بين أندرسون (ممثل)
بين أندرسون (بالإنجليزية: Ben Anderson)‏ هو ممثل أسترالي، ولد في 1901 في أستراليا.

## وصلات خارجية
- بين أندرسون على موقع IMDb (الإنجليزية)
- بين أندرسون على موقع قاعدة بيانات الفيلم (الإنجليزية)